# Ernst Kanter
Ernst Kanter (* 8. August 1895 in Saarbrücken; † 20. November 1979 in Köln) war ein deutscher Richter, zur Zeit des Nationalsozialismus am Reichskriegsgericht und in der Bundesrepublik am Bundesgerichtshof (BGH).

## Karriere bis 1945
Kanter beendete seine Schullaufbahn am Friedrich-Wilhelm-Gymnasium in Trier mit der Reifeprüfung. Er nahm als Offizier am Ersten Weltkrieg teil und absolvierte ein Studium der Rechtswissenschaft an den Universitäten Marburg und München. Das Studium beendete er mit der ersten juristischen Staatsprüfung in Kassel und der zweiten juristischen Staatsprüfung in Berlin. Mit der Dissertation „Schranken der Aufwertung“ wurde er 1928 in Marburg zum Dr. jur. promoviert. Ab 1929 war er Amtsgerichtsrat in Wipperfürth. Zum 1. Mai 1933 trat er der NSDAP bei. Ab 1933 war er tätig als Landgerichtsrat in Koblenz und ab 1935 Oberlandesgerichtsrat in Köln (Zweigstelle Saarlouis). Kanter trat auf Anraten seines Freundes Karl Sack 1936 bei der Wehrmacht in den Heeresjustizdienst ein. Ab 1938 war er am Reichskriegsgericht tätig und wurde dort 1939 zum Senatsrat ernannt. Ab 1943 war er Chefrichter im deutsch besetzten Dänemark und gehörte als Rechtsberater dem Stab des Befehlshabers der Wehrmacht in Dänemark an. Er war ein Bewunderer von Werner Best. Kanter wirkte an mindestens 103 Todesurteilen gegen Widerstandskämpfer mit.

## Karriere nach Kriegsende
Kanter wurde unter dem 8. Britischen Corps ab 6. Mai 1945 bis zum 1. März 1946 als Chefrichter für die in Schleswig-Holstein internierten Wehrmachtsverbände eingesetzt. Im Entnazifizierungsverfahren wurde er als „Entlasteter“ eingestuft. Er kehrte am 1. August 1947 als Oberlandesgerichtsrat in Neustadt an der Haardt in den Justizdienst zurück. Bereits im April 1951 trat er in den Dienst des Bundesjustizministeriums ein, wurde 1951 zum Ministerialrat ernannt und war dort ab 1954 Ministerialreferent und Strafrechtsreferent.

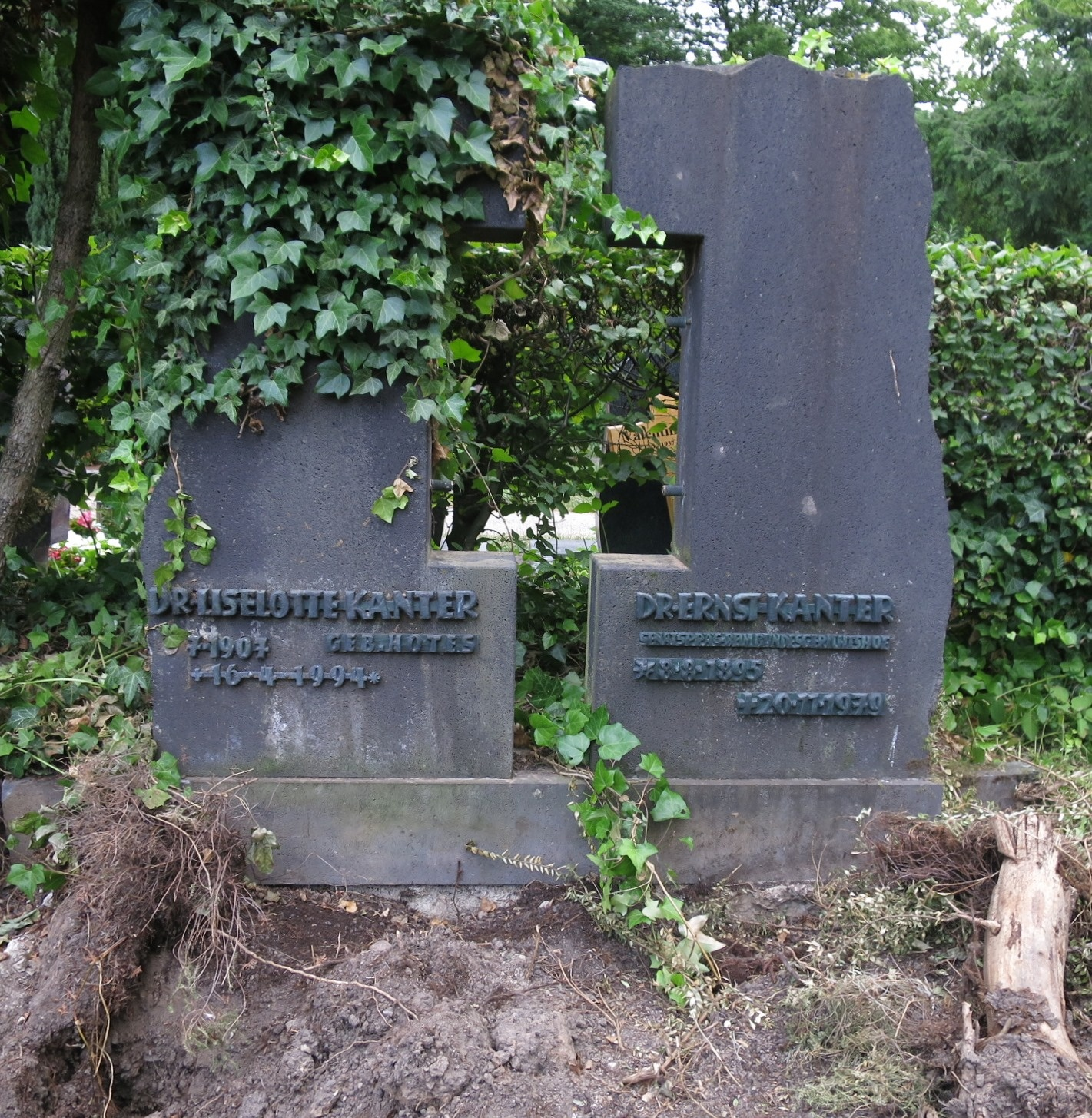
Grab von Ernst Kanter auf dem Kölner Nordfriedhof

Kanters Wiederverwendung stieß mehrfach auf Kritik. Der Justizminister von Nordrhein-Westfalen, Rudolf Amelunxen, forderte 1952 vergeblich Kanters Entlassung; dieser sei „alles andere als ein Vorbild für die Rechtspflege in einem demokratischen Staat.“ Georg-August Zinn wandte sich 1953 an Thomas Dehler und verhinderte die beabsichtigte Ernennung Kanters zum Bundesanwalt. Anfang 1958 wurde Kanter – ohne dass Einwände erhoben wurden – zum Bundesgerichtshof versetzt und stand als Senatspräsident dem 3. Strafsenat des Bundesgerichtshofes (als Staatsschutzsenat unter anderem zuständig für Verfahren betreffend Hoch- und Landesverrat, für Verfolgung von Kommunisten, Überprüfung von der DDR erhobener Vorwürfe gegen NS-Juristen) vor.
Zum 30. September 1959 trat er vorzeitig in den Ruhestand, nachdem gegen ihn aus der DDR Vorwürfe wegen seiner Tätigkeit als Richter im Nationalsozialismus und der Verhängung von Todesurteilen in Broschüren („Nazi-Blutrichter Kanter“) öffentlich verbreitet wurden. Im Buch Furchtbare Juristen von Ingo Müller wird Kanters Biografie neben der anderer Juristen beispielhaft für die ungebrochenen Karrieren von belasteten NS-Juristen im Bundesjustizministerium genannt.
Ernst Kanter wurde auf dem Kölner Nordfriedhof (Flur 2) beerdigt.